# Ван Ли (политик)
Ван Ли (кит. 王力, пиньинь Wáng Lì, 11 августа 1922 — 21 октября 1996), урождённый Ван Гуанбинь (кит. трад. 王光賓) — китайский коммунистический пропагандист, видный член Группы по делам культурной революции, неуставного партийного органа КПК, осуществлявшего «культурную революцию».
Ван присоединился к коммунистическому движению в юности и стал специалистом по теории и пропагандистской работе. Он был одним из ведущих деятелей партийной пропаганды в начале Культурной революции и внес свой вклад в синтез теории Мао о «непрерывной революции».
Несмотря на то, что Ван был одним из ведущих сторонников «культурной революции», он зашёл слишком далеко в своём радикализме и по приказу Мао в 1967 году был отправлен в тюрьму, вскоре после того, как он произнес зажигательную речь в поддержку восстания в Министерстве иностранных дел. Задним числом Ван Ли был осужден как «тайный агент» и экстремист и обвинен в первых эксцессах Культурной революции. Освобожден в 1982 году, и, потеряв расположение как маоистского, так и реформаторского крыла Коммунистической партии, был исключен из партии в 1983 году.

## Ранняя карьера
Ван был родом из уезда Хуайань провинции Цзянсу. В октябре 1935 года он вступил в Коммунистический союз молодежи. Вступил в Коммунистическую партию Китая в 1939 году по рекомендации Гу Му. Присоединился к военной экспедиции на северо-востоке Китая, затем начал работать в газете «Ежедневник масс» (大众日报), рупоре партии в провинции Шаньдун, в качестве репортера, затем он стал ведущим редактором. В 1943 году он стал главным редактором коммунистического революционного агитационного журнала «Борьба» (斗争生活), затем он написал книгу «Солнечные небеса» под псевдонимом Ван Ли, под которым и стал известен.
Во время гражданской войны в Китае работал членом группы по земельной реформе в районе Бохайваня в Шаньдуне, отвечал за обучение коммунистических чиновников по земельной реформе. После основания Китайской Народной Республики в 1949 году Ван работал пропагандистом в провинции Шаньдун.
В 1953 году по приказу властей Ван стал советником по пропаганде Коммунистической партии Вьетнама. Вернулся в Китай в октябре 1955 года, вошел в комиссию партии по международной деятельности. В 1958 году он начал работать в ведущем периодическом издании Коммунистической партии «Красный флаг». В 1963 году он начал работать заместителем начальника отдела международных связей Коммунистической партии Китая. Во время китайско-советского раскола Ван был одним из ведущих авторов «Девяти комментариев о Коммунистической партии Советского Союза», чем обратил на себя внимание Мао. В 1964 году он начал посещать заседания Постоянного комитета Политбюро и был ведущим составителем ключевых партийных документов.

## Культурная революция
Ван был известен как ведущий составитель «Уведомления от 16 мая», положившего начало Культурной революции. Он написал несколько заметных статей против тогдашнего главы государства Лю Шаоци в период, когда последний был вовлечен в проблему «рабочих групп», что стало причиной конфликта между Лю и Мао. 8 января 1967 года Ван был назначен главой группы партийной пропаганды, фактически заменив Департамент пропаганды, который был расформирован.
Ван получил известность на ранних этапах Культурной революции как влиятельный член Группы по делам культурной революции.

### Уханьский инцидент
Во время Уханьского инцидента в июле 1967 года, Ван было направлен в качестве представителя центральной власти в Ухань, чтобы разрешить кризис межфракционного противостояния в городе. Выполняя приказы Чжоу Эньлая, негласно одобренные Мао, Ван публично поддержал экстремистски настроенную группировку «Штаб рабочих» в противовес более умеренной фракции «Миллион героев». Сторонники «Миллиона героев» схватили Ван Ли и избили его. Его спасли военные Уханьского военного округа, лояльные Линь Бяо, и отправили обратно в Пекин, где он был встречен как герой за успешное урегулирование ситуации в городе.

### Инцидент в Министерстве иностранных дел
7 августа 1967 года Ван Ли посетил министерство иностранных дел и призвал смело нападать на влиятельных чиновников. Этот призыв привел к сожжению британской миссии в Пекине, что стало причиной открытой критики министра иностранных дел Чэнь И и массовой мобилизации повстанцев, которые взяли на себя повседневные функции министерства. Хунвейбины также преследовали иностранных дипломатов, часто применяя физическое насилие. События вызвали международный резонанс и ещё больше изолировали Китай на мировой арене.
Вскоре после этого Мао заявил: «Ван Ли, Гуань Фэн и Ци Бэньюй — плохие люди, они тараканы, их нужно немедленно арестовать». Затем его поместили в одиночную камеру.
Участие Вана в двух поворотных событиях в Ухане и в британской миссии решило его судьбу. Мао, Цзян Цин и другие левые радикалы опасались, что ситуация в Ухане настроит против них подразделения НОАК в других городах, поэтому решили предпринять упреждающие меры, чтобы умиротворить более умеренные группировки в вооруженных силах и в партии в целом. Никогда публично не раскрывая свою причастность к противостоянию в Ухане или к борьбе в Министерстве иностранных дел, Мао нашел в лице Ван Ли удобного козла отпущения, чтобы сдержать радикальные фракции в период Культурной революции.

## Падение и тюрьма
В январе 1968 года Ван был отправлен в тюрьму Циньчэн. Формально ему так и не были предъявлены обвинения в уголовных правонарушениях. Был освобожден в 1982 году. В 1983 году он был исключен из Коммунистической партии Китая, несмотря на то, что после освобождения не играл никакой политической роли.
Случай Вана оказался непростым для партийных историков КПК. Признавая, что Ван Ли был, по сути, политическим «козлом отпущения» для Мао, Цзян Цин и других членов «центрального командования» Культурной революции, партия в период после смерти Мао, по-прежнему официально высоко оценивая роль Мао, не могла обнародовать детали действий Мао, связанные с падением Вана. В то же время, Ван Ли также не мог быть реабилитирован как «жертва» культурной революции, поскольку Ван сам был одним из самых активных её организаторов. Это внутреннее противоречие привело к тому, что дело Вана так и не было пересмотрено. В официальных публикациях Ван Ли часто обвиняется в событиях, которые он сам не был в состоянии контролировать.
Ван жил в безвестности на западе Пекина до конца своей жизни. Все его обращения к руководству партии о прощении и реабилитации были отклонены. Ван написал серию подробных мемуаров о своем участии в Культурной революции. Мемуары показали, что Ван продолжал оставаться идеологически преданным маоистом после того, как был освобожден из тюрьмы. В работе Ван упорно избегал критиковать Мао лично, но был менее сдержан в отношении Цзян Цин, Кан Шэна и других.
В мае 1996 года Вану диагностировали рак поджелудочной железы. Он умер в онкологической больнице Пекина 21 октября 1996 года.